# Balbagathis agrestis
Balbagathis agrestis är en tvåvingeart som beskrevs av Quate och Brown 2004. Balbagathis agrestis ingår i släktet Balbagathis och familjen fjärilsmyggor.
Artens utbredningsområde är Franska Guyana. Inga underarter finns listade i Catalogue of Life.